# كريستيان روجاس
كريستيان روجاس (بالإسبانية: Cristián Rojas Sanhueza)‏ هو لاعب كرة قدم ومدرب كرة قدم تشيلي في مركز الوسط، ولد في 19 ديسمبر 1985 في أنتوفاغاستا في تشيلي. لعب مع ديبورتيس أنتوفاغاستا.

## وصلات خارجية
- كريستيان روجاس على موقع قاعدة بيانات كرة القدم.إي يو (الإنجليزية)
- كريستيان روجاس على موقع Soccerway.com (الإنجليزية)
- كريستيان روجاس على موقع AS.com (الإسبانية)